# Cnemaspis auriventralis
Cnemaspis auriventralis — вид ящірок з родини геконових (Gekkonidae). Описаний у 2022 році.

## Поширення
Ендемік Таїланду. Відомий лише у типовому місцезнаходженні — національний парк Ераван в провінції Канчанабурі на заході країни. Мешкає у високогірних карстових утвореннях.